# Teoría del selectorado
La teoría del selectorado se detalla en la obra La lógica de la supervivencia política, escrita por varios autores: Bruce Bueno de Mesquita y Alastair Smith, ambos de la Universidad de Nueva York (NYU); Randolph M. Siverson de la Universidad de California, Davis; y James D. Morrow de la Universidad de Míchigan.
En la teoría del selectorado, tres grupos de personas afectan a los líderes. Estos grupos son el selectorado nominal, el selectorado real y la coalición ganadora. El "selectorado nominal", también conocido como "intercambiables", incluye a todas las personas que tienen algo que decir al elegir al líder (por ejemplo, en una elección presidencial estadounidense, todos son votantes registrados). El "verdadero selectorado", también conocido como los "influyentes", son aquellos que realmente eligen a los líderes (por ejemplo, en una elección presidencial estadounidense, aquellas personas que realmente se molestan en emitir un voto). La "coalición ganadora", también conocida como los "elementos esenciales", son aquellos elementos cuyo apoyo se traduce en victoria (por ejemplo, en una elección presidencial estadounidense, aquellos votantes que obtienen un candidato a 270 votos del Colegio Electoral). En otros países, los líderes pueden permanecer en el poder con el apoyo de un número mucho menor de personas, como figuras de alto rango en las fuerzas de seguridad y oligarcas empresariales, en la Rusia contemporánea.
La premisa fundamental en la teoría del selectorado es que el objetivo principal de un líder es permanecer en el poder. Para permanecer en el poder, los líderes deben mantener su coalición ganadora. Cuando la coalición ganadora es pequeña, como en las autocracias, el líder tenderá a usar bienes privados para satisfacer a la coalición. Cuando la coalición ganadora es grande, como en las democracias, el líder tenderá a usar bienes públicos para satisfacer a la coalición.
En The Dictador's Handbook , Bueno de Mesquita y Smith establecen cinco reglas que los líderes deben usar para mantenerse en el poder: 
1. Cuanto más pequeña es la coalición ganadora, menos personas deben satisfacer para mantener el control.
2. Tener un gran selectorado nominal da un grupo de personas potenciales para reemplazar a los disidentes en la coalición.
3. Mantenga el control de los flujos de ingresos para redistribuir a sus amigos.
4. Pero solo pague a sus amigos lo suficiente como para que no consideren derrocarlo y, al mismo tiempo, lo suficiente como para que dependan de usted.
5. No tome el dinero de sus amigos para redistribuirlo entre las masas.[3]

## Distribución de los bienes
Un bien público es uno que todos disfrutan no exclusivamente, como la defensa nacional o el agua limpia. Un bien privado es un bien que es disfrutado exclusivamente por unos pocos seleccionados, generalmente dentro de la coalición ganadora, y no se puede compartir. Un ejemplo de tal bien sería algo excluyente, como efectivo o impunidad legal. Se puede decir, entonces, que todos en el selectorado, incluida la coalición ganadora, cosechan los beneficios de los bienes públicos, mientras que solo aquellos dentro de la coalición ganadora disfrutan de los bienes privados.
La teoría del selectorado predice que los tamaños relativos de la 'coalición ganadora (W)' y el 'selectorado (S)' pueden determinar si un líder buscará bienes públicos o privados y, por lo tanto, sobre todo el desempeño del gobierno. La "norma de lealtad" de un líder es la proporción de W/S y mide la posibilidad de que cualquier miembro del selectorado tenga la coalición ganadora del próximo régimen . Las normas de lealtad más cercanas a 0 se consideran fuertes ya que cada miembro de la coalición ganadora tiene un fuerte incentivo para no traicionar al líder, ya que enfrentarían pocas posibilidades de permanecer, mientras que las normas de lealtad más cercanas a 1 se consideran débiles. La norma de lealtad se puede usar para calcular la cantidad de bienes de cualquier tipo que el líder debe otorgar a cada miembro en W. En dicho cálculo, la cantidad de fondos disponibles para destinar a bienes de cualquier tipo es el ingreso fiscal '(R) 'del régimen y que cualquier ingreso restante va al líder.
El cálculo de la cantidad de ingresos que el líder debe gastar para mantener fiel a cualquier miembro de la coalición ganadora se realiza con la siguiente fórmula.
{\displaystyle Pago=(W/S)*(R/W)+(1-W/S)*(0)}
Esta fórmula está en una forma expandida para una mejor ilustración. Cada miembro de la coalición ganadora puede esperar ganar una parte proporcional de los ingresos, ilustrada por el término (R/W), si tienen éxito en la próxima coalición ganadora. Las posibilidades de esto son efectivamente la norma de lealtad, ilustrada por el término (W/S). Si no logran formar parte de la coalición ganadora, no recibirán ninguno de los ingresos. Las posibilidades de esto se ilustran con el término (1-W/S). Por lo tanto, los líderes solo tienen que gastar cualquier cantidad por encima del pago esperado para mantener a los miembros leales. La cantidad que un líder puede mantener es {\displaystyle Lider=R-W*Pago}
A medida que la norma de lealtad se debilita, el pago necesario para cada miembro de la coalición ganadora aumenta. En algún momento, el pago se vuelve tan alto que es mejor que un líder proporcione bienes públicos que pueden ser utilizados por cualquier miembro de la coalición ganadora en lugar de bienes privados como pagos directos o corrupción. Después de esto, los gobiernos deberían tener un mejor desempeño cuando tienen normas de lealtad débiles visibles a través de niveles más altos de crecimiento económico, niveles más bajos de depredación estatal, pero una vida útil mucho más corta. En las democracias, que tienen normas de lealtad increíblemente débiles, los líderes duran increíblemente cortos, a veces cambiando cada ciclo electoral. Este mecanismo se utiliza para explicar por qué incluso los líderes con mejor desempeño en las democracias pasan menos tiempo en el cargo que los dictadores con un desempeño horrible.

## Tipos de gobierno, líderes y amenazas de retadores
Según la teoría del selectorado, un líder tiene la mayor posibilidad de supervivencia política cuando el selectorado es grande y la coalición ganadora es pequeña, lo que ocurre en una autocracia. Esto se debe a que aquellos que están en una coalición ganadora pueden ser reemplazados fácilmente por otros miembros del selectorado que no están en la coalición ganadora. Por lo tanto, los costos de deserción para los miembros de la coalición ganadora pueden ser potencialmente grandes, es decir, la pérdida de todos los bienes privados. Del mismo modo, las posibilidades de que un retador reemplace al líder son igualmente menores en un sistema tan autocrático, ya que aquellos en la coalición ganadora tendrían dificultades para desertar. La proporción de bienes privados a públicos como pago a la coalición ganadora es la más alta en dicho sistema.
Una monarquía, donde el selectorado es pequeño y la coalición ganadora es aún más pequeña, ofrece al retador una mayor oportunidad de derrocar al líder actual. Esto se debe a que la proporción de miembros del selectorado que también están en la coalición ganadora es relativamente grande. Es decir, si un nuevo líder llega al poder, es probable que un miembro determinado de la coalición ganadora permanezca dentro de la coalición. El incentivo para la deserción para obtener una mayor cantidad de bienes ofrecidos por un retador no es, en este caso, compensado por el riesgo de no ser incluido en la nueva coalición ganadora. Aquí, la proporción de bienes privados en relación con los bienes públicos se ve disminuida.
Un escenario en el que tanto la coalición ganadora es grande como el selectorado es aún más grande proporciona la menor cantidad de estabilidad a la ocupación de poder de un líder; tal sistema es una democracia. Aquí, la proporción de bienes públicos supera a los bienes privados simplemente por el gran tamaño de la coalición ganadora; sería demasiado costoso proporcionar bienes privados a cada miembro individual de la coalición ganadora cuando los beneficios de los bienes públicos serían disfrutados por todos. Debido a este hecho, que el líder no puede convencer a los miembros ganadores de la coalición para que se mantengan leales a través de buenos incentivos privados, que a su vez son restrictivos en cuanto a costos, el retador representa la mayor amenaza para el titular. Este grado de lealtad al líder actual, cualquiera que sea la estructura del gobierno, se llama la norma de lealtad.
Un escenario donde la coalición ganadora es grande y el selectorado es pequeño es lógicamente imposible ya que la coalición ganadora es un subconjunto del selectorado.

## Implicación de la teoría del selectorado
Bruce Bueno de Mesquita y Alastair Smith aplicaron aún más la teoría del selectorado al campo de la ayuda extranjera. La razón fundamental detrás de la práctica de ayuda exterior, como sugiere la teoría del selectorado, es mejorar la supervivencia de los líderes políticos en los estados donantes y receptores. Argumentaron que el tamaño de la coalición y el gobierno ganador afectan a la toma de decisiones del líder sobre concesión de políticas y ayuda. Al analizar las transferencias de ayuda bilateral por parte de las naciones de la Organización para la Cooperación y el Desarrollo Económico (OCDE) entre 1960 y 2001, descubrieron que los líderes de los países receptores de ayuda tienen más probabilidades de otorgar concesiones de políticas a los donantes cuando la coalición ganadora es pequeña porque los líderes con poca ganancia las coaliciones pueden reembolsar fácilmente a los partidarios por su concesión. Como resultado, los sistemas de coalición pequeños relativamente pobres tienen más probabilidades de obtener ayuda. La conclusión de su estudio muestra que el intercambio de intereses es la razón principal de la práctica de ayuda extranjera y los miembros de la OCDE tienen poca motivación humanitaria para dar ayuda. Nancy Qian apoyó esta conclusión argumentando que "La literatura muestra que el objetivo principal de la ayuda a menudo no es aliviar la pobreza y que, de todos los flujos de ayuda extranjera, solo 1.69% a 5.25% se dan al veinte por ciento más pobre de los países en un año determinado"